# C17H28O2
化学式C17H28O2（摩尔质量：264.403 g/mol）可以指以下化合物：
- 乙酸柏木酯，CAS号：77-54-3
- 降亚麻酸，CAS号：22324-72-7
- 乙酸法呢酯，CAS号：29548-30-9
- 龙涎香内酯，CAS号：468-84-8

|  | 这个同类索引页列出了具有相同分子式的化学物（即同分異構體）条目。 除非您是有意链接至本页，否则应将相应条目的内部链接指向正确的条目。 |